# Пчёлкин, Владимир Викторович
Владимир Викторович Пчёлкин (22 апреля 1967 года) — депутат Государственной думы первого и второго созывов.

## Биография
Родился 22 апреля 1967 года в городе Москве, русский.

### Образование
С 1987 по 1989 год Окончил среднее профессионально-техническое (художественное) училище по специальности «столяр-краснодеревщик».

### Профессиональная деятельность
С 1984 по 1986 год работал техником по обслуживанию оборудования и экспонатов в павильоне Межотраслевых выставок Выставки достижений народного хозяйства СССР.
В 1986 году работал грузчиком Московского-Ленинского универмага.
В 1986 году — рабочий в Центральном Лектории Всесоюзного общества «Знание».
В 1989 году работал столяром 4 разряда производственного мебельного объединения «Москва».
В 1989 году работал на фабрике ремонта и изготовления мебели «Мосгорбытмебель».
С 1990 по 1991 год работал столяром 4 разряда производственного объединения «Светотехника».
В 1992 году — Член ЛДПР, был фотографом в газете «Сокол Жириновского».
В 1992 году возглавляет Молодёжную организацию ЛДПР.
В 1993 году — главный редактор газеты «Сокола Жириновского».
С 1993 по 1995 год — депутат Государственной Думы по списку ЛДПР. Являлся членом Комитета по труду и социальной поддержке, председателем подкомитета по миграции трудовых ресурсов. Входил во фракцию ЛДПР.
С 1995 по 1999 депутат Государственной Думы по федеральному списку ЛДПР по Свердловской области. Вошел во фракцию ЛДПР. Член Комитета Государственной Думы по труду и социальной политике, затем — Комитета по вопросам геополитики.
С 1997 по 1998 год состоял в Комитете по образованию и науке и избран заместителем Председателя Комитета.
С 1998 по 1999 год состоял в Комитете по информационной политике и связи.
В 1998 году — председатель Высшего Совета Рабочей партии России.
В 1996 году — доверенное лицо Владимира Жириновского на выборах в Президенты РФ.
Женат, имеет дочь.